# 코마로미 티보르 (레슬링 선수)
코마로미 티보르(헝가리어: Komáromi Tibor, 1964년 8월 15일~)는 헝가리의 전 레슬링 선수이다. 1988년 하계 올림픽 남자 그레코로만형 미들급에서 은메달을 획득했으며 세계 선수권 대회에서 금메달 3개, 유럽 선수권 대회에서 금메달 1개, 은메달 2개, 동메달 4개를 획득했다.